# 三原珠紀
三原 珠紀（みはら たまき、1979年11月30日 - ）は、東京都出身の女優。身長は153cm、体重は43kg、血液型はO型。趣味は耳かき、特技は水泳/エレクトーン/スキー。劇団スーパー・エキセントリック・シアター所属。当時はQueen's Ave.α、劇団ノーティーボーイズに所属。

## 出演

### テレビドラマ

#### テレビ朝日
- 独身3
- 星獣戦隊ギンガマン - 木乃原まさみ 役
- 特捜戦隊デカレンジャー
- 鉄道捜査官8 - 佐藤晴美 役

#### TBS系列
- 何コレ
- ラブ&ファイト - 雪代 役

##### 愛の劇場
- いい女
- 新天までとどけ3

#### フジテレビ系列
- 金曜エンターテイメント 日向夢子調停委員事件簿4
- 女達の罪と罰
- 甘い結婚
- 明日の光をつかめ2

#### 名古屋テレビ
- オトナになりたい

#### チバテレビ
- BOOMs

#### スカイパーフェクTV!
- エメラルドの秘密 － 竹村香 役

### 映画
- wool100% － おかあちゃま 役
- バトルロワイアル - 金井泉 役
- パッチギ!

### CM
- ブリヂストン ミスタータイヤマン
- アミノバイタル （インフォマーシャル）
- JA共済 ある父と娘 篇
- ミノルタ DiMAGE X
- 東洋羽毛
- ウルンダ
- 明治製菓 イソジンのどフレッシュ
- 西友 奥さんの1日編
- ベネッセコーポレーション たまごクラブ・ひよこクラブ（2009年 - 2010年）

### ラジオ
- Club Honey's（横浜エフエム放送）
- マクドナルドちゃぱら店（文化放送）
- 10-NIGHTS STORIES（全国FM放送協議会）

### 舞台
- アンラッキーパンプキンズ（SET）
- 蒼空（女塾）
- 付き馬屋おえん（明治座）
- アンラッキーパンプキンズ
- キズ絆 KIZU-BAN Special Edition
- 月晶島綺譚
- 騙っちゅーの!
- ウェルカム・ホーム!（Msquare's company）
- BOYS BE…ALIVE-TRY AGAIN-
- 急がば廻れPART3
- みなしご　ブラックソックス（どて劇団） - 毛虫さん 役
- 演激集団INDIGO PLANTS「雷電の如く」（2012年8月2日 - 7日、日暮里-d倉庫）
- 闇に消された野兎は、海を飛び越え地で謳う[1]
- 劇団PIS★TOL 第9回公演「肩を上げろ!」（2024年3月20日 - 24日、赤坂RED/THEATER）[2]
- ワインガールズ - 松山三四朗の著書の舞台化、劇団Focusの菅野臣太朗の脚本・演出作品（2024年4月25日から5月2日までシアター1010にて上演予定[3]）

#### スタッフ
- 愛しの田中健一 - 演出助手

### その他
- KABU24.TV - パーソナリティー
- pixarts - フォトアルバム